# Mars Polar Lander
Mars Polar Lander — космический аппарат (автоматическая межпланетная станция, АМС), действовавший в рамках программы НАСА Mars Surveyor 98 по исследованию поверхности и климата Марса.
Аппарат не выполнил своей задачи, потерпев аварию во время посадки на Марс.

## Задачи полёта
Основной целями Mars Polar Lander’a (MPL) являлись изучение полярных областей Марса, в первую очередь, местного климата, поиск льда в марсианском грунте и оценка его количества, детальная съёмка поверхности в месте посадки. Местом посадки была определена граница южной марсианской полярной шапки, между 74 и 77° ю. ш. и 170 и 230° з. д. Время посадки было выбрано таким образом, чтобы на протяжении всего срока функционирования аппарата там царил полярный день. Согласно снимкам Mars Global Surveyor’a район посадки в это время года представлял собой перемежающиеся светлые и тёмные участки — остатки снега и льда вперемешку с оголившимся грунтом. MPL нёс на себе 2 пенетратора «Deep Space 2» — неуправляемые баллистические капсулы, которые должны были отделиться перед входом в атмосферу и, достигнув поверхности, углубиться в грунт и передать сведения о его составе.

## Конструкция
Стартовавший с Земли MPL состоял из перелётной ступени и посадочного аппарата.

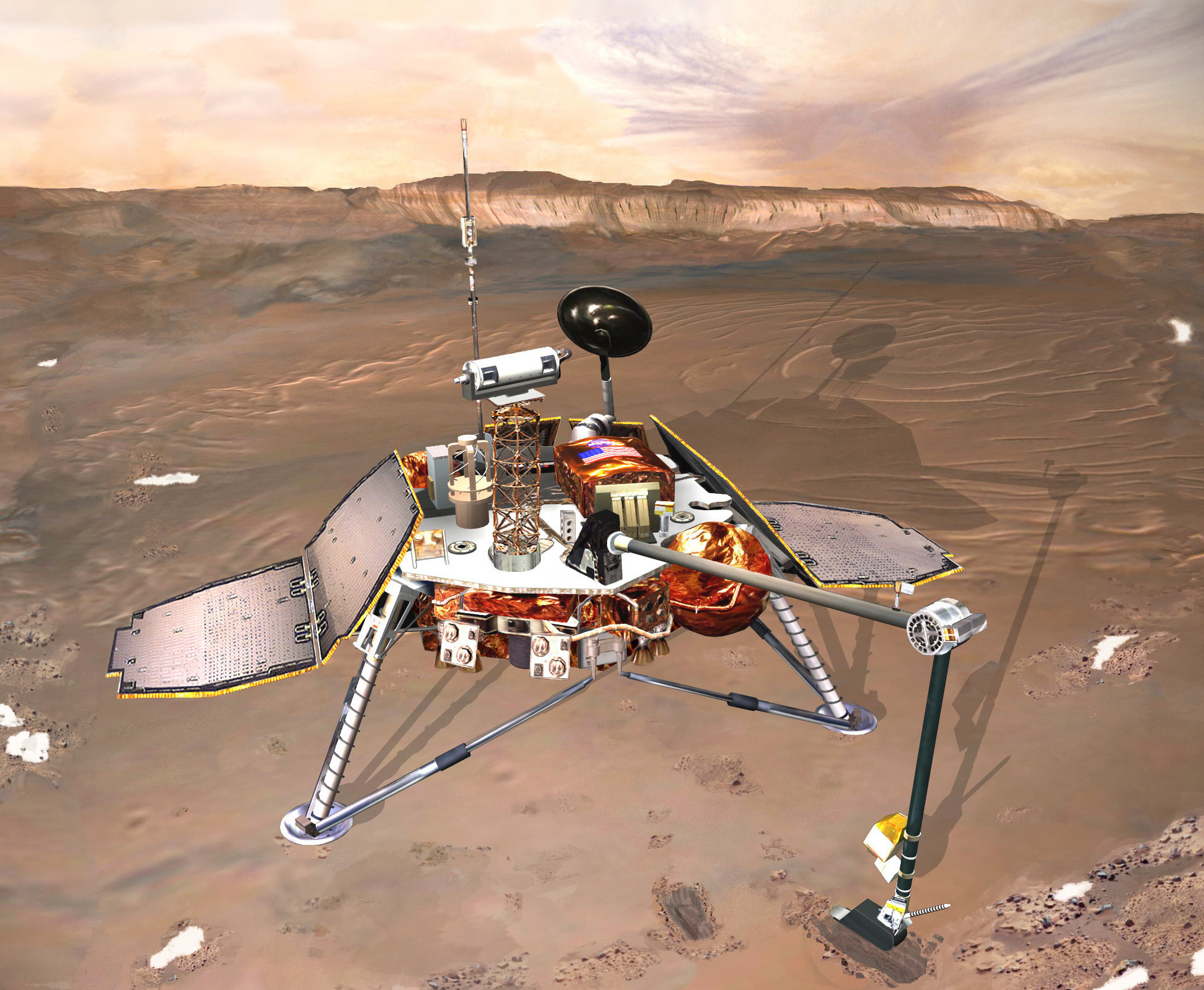
Посадочный аппарат на поверхности Марса

Перелётная ступень оснащена солнечными батареями, двигателями ориентации и системами связи.
Посадочный модуль оснащён четырьмя блоками двигательных установок ориентации и стабилизации, на донной части расположены три группы посадочных двигателей по четыре жидкостно-реактивных двигателя тягой по 60 фунтов (266 Н, 27,1 кгс) каждый. Топливо для всех двигателей поступает из двух топливных баков, расположенных под основными солнечными батареями аппарата. Полная масса посадочного модуля — 576 кг. При работе на поверхности посадочный модуль имеет высоту 1,06 м и поперечный размер (с развёрнутыми солнечными батареями) 3,6 м. Несущий корпус модуля и посадочные опоры выполнены на основе сотовой алюминиевой конструкции, скреплённой графито-эпоксидными панелями.
Внутри шасси располагаются основной и резервный комплект бортовой ЭВМ, блок распределения мощности, аккумуляторная батарея, радиосистемы, блоки электроники. Энергопитание посадочного аппарата суммарной мощностью 200 Вт осуществляется от шести секций солнечных батарей. При недостаточном освещении питание будет осуществляться от аккумулятора ёмкостью 16 А·ч, предназначенного, главным образом, для подогрева центрального блока электроники до −30 °C ночью (при −80 °C снаружи).
Аппарат оборудован 2 радиосистемами:
- УВЧ — для связи с Землёй через аппарат-ретранслятор Mars Climate Orbiter (так и не вышедший на орбиту вокруг Марса) или для одностороннего сброса данных через АМС Mars Global Surveyor. Скорость передачи данных — 128 кбит/с.
- система X-диапазона для прямой связи с Землёй через антенну среднего усиления, максимальная скорость передачи данных — 1400—5000 бит/с. Ввиду того, что при наблюдении с южного полюса Марса Земля поднимается над горизонтом очень невысоко, прямая связь была бы возможна только при очень ровном рельефе поверхности, даже небольшие холмы могли помешать связи.

## Научная аппаратура
В состав научной аппаратуры MPL входят комплект приборов для изучения летучих веществ и климата Марса MVACS (Mars Volatiles and Climate Surveyor), десантная камера и лидар.
В состав комплекта MVACS входят:
1. Манипулятор, длина которого в развёрнутом положении составляет 2 метра. На его конце установлены камера RAC (Robotic Arm Camera), ковш для забора грунта и температурный датчик. Камера RAC позволит сделать фотографии высокого разрешения, показывающие структуру материала поверхности и приповерхностного слоя.
2. Стереокамера SSI (Surface Stereo Imager). Камера находится на 1,5-метровой мачте и служит для панорамной съёмки окрестностей места посадки.
3. Метеокомплекс. Метеорологические датчики расположены на двух мачтах. На первой мачте высотой 1,2 м на верхней крышке космического аппарата находятся датчик направления и скорости ветра, датчик температуры и полупроводниковые лазеры, измеряющие влажность воздуха, содержание изотопов воды и углекислого газа. Вторая мачта длиной 0,9 м направлена вниз и предназначена для изучения атмосферных эффектов на высоте от 10 до 15 см над марсианской поверхностью. На ней находятся ветровой датчик и два датчика температуры.
4. Газоанализатор TEGA (Thermal and Evolved Gas Analyzer). С помощью манипулятора в приёмник анализатора помещают образец грунта массой 0,1 г. Далее приёмник закрывается крышкой, образуя миниатюрную печку. Образец постепенно нагревают с помощью спирального нагревателя до температуры 1027 °C, и выделяющийся газ просвечивается полупроводниковым лазером, свет которого падает на фотоприёмник. По интенсивности поглощения света можно количественно определить газовый состав, и прежде всего — наличие водяного пара и углекислого газа.

- Лидар предназначен для определения содержания влаги и пыли в атмосфере до высоты 2-3 км. Прибор разработан в Институте космических исследований РАН под руководством д-ра В. М. Линкина при финансовом участии Российского космического агентства. Это первый российский эксперимент на борту американской АМС.
- Впервые на Марс должен был быть доставлен микрофон для записи шума ветра и шума работающих механизмов посадочного аппарата.

## Хронология полёта и результаты
Mars Polar Lander был выведен в космос 3 января 1999 года с помощью РН Delta 2.
11-месячный перелёт к Марсу прошёл без особых замечаний.
23 сентября 1999 года аварией закончился выход на орбиту вокруг Марса автоматической межпланетной станции Mars Climate Orbiter, «собрата» MPL, которая должна была ретранслировать на Землю до 90 % данных.
3 декабря MPL в последний раз скорректировал свою траекторию и вошёл в атмосферу Марса. Больше ни посадочный аппарат, ни пенетраторы на связь не выходили. Поиски сигнала велись как с Земли, так и с автоматической межпланетной станции Mars Global Surveyor в течение полутора месяцев, но безрезультатно.
Причины неудачи остаются загадкой. Передача телеметрии во время самых напряжённых участков спуска и посадки не предусматривалась, поэтому восстановить ход событий не представляется возможным. Среди вероятных причин аварии называют преждевременное выключение тормозных двигателей (MPL использовал старый метод посадки — торможение ракетными двигателями, как у «Викингов», а не надувные мешки, как у Mars Pathfinder’a или марсоходов). Общий вывод комиссии гласил, что в программу Mars Surveyor 98 изначально были заложены технические решения с высоким уровнем риска, что и привело к аварии сразу двух станций (MCO и MPL).
Основной причиной провала миссии, по заключению независимой комиссии, является недостаточное финансирование и давление сроков. По оценке независимой комиссии, проект был недофинансирован минимум на 30 % от реальной потребности.